# Милан Бачевић
Милан Бачевић (Коморане, 1953) српски је политичар и дипломата.
Завршио је Природно-математички факултет, а магистрирао и докторирао у Скопљу. Редовни је професор на Универзитету у Приштини. Потпредседник је Српског географског друштва.
Он је члан СНС-а, бивши амбасадор у Народној Републици Кини и раније министар природних ресурса рударства и просторног планирања у Влади Ивице Дачића.